# Bois du Hautmont
Het Bois du Hautmont is een bosgebied in de Belgische gemeente Kasteelbrakel. Het bos is 93 ha groot en bestaat voornamelijk uit beuk, eik en naaldbos. Het is gelegen op de noord helling ten zuiden van de dorpskern van Kasteelbrakel en net ten oosten van de  autosnelweg E19. In het bos ontspringen verschillende beken die later samenvloeien en uitmonden in de Hene.